# Ербічень (комуна)
Ербічень, Ербічені (рум. Erbiceni) — комуна у повіті Ясси в Румунії. До складу комуни входять такі села (дані про населення за 2002 рік):
- Бирлешть (762 особи)
- Ербічень (2410 осіб)
- Спринчана (373 особи)
- Спіноаса (342 особи)
- Тотоєшть (1724 особи)

Комуна розташована на відстані 325 км на північ від Бухареста, 28 км на північний захід від Ясс.

## Населення
За даними перепису населення 2002 року у комуні проживали 5611 осіб. Усі жителі комуни рідною мовою назвали румунську.
Національний склад населення комуни:
| Національність | Кількість осіб | Відсоток |
| -------------- | -------------- | -------- |
| румуни         | 5610           | > 99,9%  |

Склад населення комуни за віросповіданням:
| Релігія       | Кількість осіб | Відсоток |
| ------------- | -------------- | -------- |
| православні   | 5195           | 92,6%    |
| римо-католики | 372            | 6,6%     |
| п'ятдесятники | 37             | 0,7%     |
| старообрядці  | 1              | < 0,1%   |